# 公庙子站
公庙子站是位于中华人民共和国内蒙古自治区巴彦淖尔市乌拉特前旗先锋镇公庙村的一个铁路车站，建于1957年，有包兰铁路经过该站，现办理客货运业务，车站及其上下行区间均为电气化区段。车站距离包头站74公里，隶属中国铁路呼和浩特局集团，是四等站。